# Гарденины (роман)
«Гарденины, их дворня, приверженцы и враги» — роман писателя А. И. Эртеля о жизни разных слоев общества в пореформенной России 1860—1870 гг. (после отмены крепостного права). Впервые напечатан в IV—X кн. журнала «Русская мысль» в 1889 г. Отдельным изданием вышел в 1890 году. Многократно переиздавался в советское время.
При создании романа Эртель использовал отдельные автобиографические мотивы. Автор, как и один из его главных героев Николай Рахманных, был сыном управляющего имением. Образы провинциальных интеллигентов списаны с купца и книгочея-библиофила И. В. Федотова, на дочери которого был женат А. И. Эртель.

## Сюжет
Дворянская семья Гардениных проживает в Санкт-Петербурге. Устав от столичной жизни и выездов за границу, вдова-генеральша Татьяна Ивановна Гарденина с уже почти взрослыми детьми решает летом посетить свою усадьбу. Имение Гардениных в Воронежской губернии специализируется на разведении орловских лошадей. Несмотря на отмену крепостного права, усадьба продолжает жить по-старому, причем не столько по велению владельцев, сколько по желанию самих жителей. Однако патриархальный быт начинает разрушаться под веянием передовых для того времени мыслей о всеобщем равенстве.
Представленная автором картина деревенской жизни в «оскудевающей» усадьбе позволяет увидеть народный быт и отношения между различными слоями крестьянства, высвечивает противоречия пореформенной эпохи. Автор описывал свой замысел следующим образом:
Мне хотелось изобразить в романе тот период общественного сознания, когда перерождаются понятия, видоизменяются верования, когда новые формы общественности могущественно двигают рост критического отношения к жизни, когда пускает ростки новое мировоззрение, почти противоположное первоначальному. И рядом с этим мне хотелось изобразить свободное и независимое от внешних форм общественности течение мысли, провиденциальное тяготение человека к свету.

## Критика
Центральное произведение Эртеля, роман «Гарденины» имел большой успех у критиков и интеллигенции начала 1890-х гг. Лев Толстой в предисловии к нему отмечал: «Неподражаемое, не встречаемое нигде достоинство этого романа „Гарденины“, это удивительный по верности, красоте, разнообразию и силе народный язык. Такого языка не найдешь ни у новых, ни у старых писателей». Бунин ставил Эртеля выше всех русских прозаиков конца XIX века, за исключением Чехова, и в 1929 году горько сетовал на его забвение.

Один из лучших русских романов, написанных после эпохи великих романистов. Это широкая панорама жизни в большом имении на юге Центральной России. Герой — сын управляющего имением (как и сам Эртель). Характеры крестьян бесконечно разнообразны и блистательно индивидуализированы. То же можно сказать и об изображении деревенского среднего класса и деревенской полиции, разумеется, представленной в сатирическом освещении. Но сами Гарденины, один из которых — кающийся дворянин, изображены значительно хуже. Роман проникнут тонким поэтическим чувством природы.— Д. Мирский